# Sniper: Ghost Warrior
Sniper: Ghost Warrior (укр. Снайпер: Воїн-привид) — відеогра, шутер від першої особи, розроблений польською компанією City Interactive для платформ ПК і Xbox 360. Дата виходу гри 24 червня 2010 року.
У системі Steam, гра анонсована на 24 червня 2010 року. 
Протагоніст гри - елітний американський снайпер, який знаходиться в тилу ворога і виконує ряд завдань. Він повинен допомогти повстанцям у боротьбі проти військових, які захопили владу у вигаданій країні, ліквідувавши її колишній уряд.

## Розробка гри
8 березня 2010 року, розробники офіційно анонсували гру і оголосили кілька подробиць щодо самої гри. Разом з анонсом було випущено кілька скріншотів, на яких була показана ігрова графіка.
4 квітня 2010 року був опублікований перший дебютний трейлер гри, в якому показувалася ігрова графіка та елементи геймплею.
20 травня 2010 року розробники гри оголосили про «золотий» статус проекту.
9 червня 2010 року був опублікований рекламний навчальний ролик, в якому був показаний ігровий процес на кількох режимах складності, а також інші особливості гри. Разом з цим були опубліковано кілька скріншотів з гри, на яких демонструвалися різні локації з гри.

13 червня 2010 року на ігровій виставці Electronic Entertainment Expo 2010 розробники гри показали ролик гри, який складався з нарізки фрагментів під час гри в багатокористувацькому режимі.

24 червня 2010 року відбувся реліз гри.

## Сюжет
Бійцям елітного спецпідрозділу наказано вирушити у вигадану країну Ісла Труеном, яка розташована на острові й демократичний уряд якої, було повалено, а влада захоплена військовими. На острові загарбники виявили величезні запаси урану і вони погрожують передати його в руки міжнародних терористів. Уряд США відправляє в цей район кілька професійних солдатів, які повинні будуть виконувати різні місії в тилу ворога.

## Геймплей
Основна зброя гравця - різні види снайперських гвинтівок, знаряддя ближнього бою, вибухові речовини і т. д. У грі присутні чотири види снайперських гвинтівок: AS50, MSG90, SR-25 і СВД. За словами розробників, траєкторія польоту кулі, буде прораховуватися з урахуванням поправки на вітер та гравітацію.
Всього буде 16 місій. Місії в грі будуть нелінійними. Серед них будуть присутні місії, в яких гравець буде грати за одного із штурмовиків загону або які потрібно буде пройти, не піднявши тривогу, або ж знищити певну кількість ворогів і врешті-решт допомогти в бою іншим солдатам і т. д. 